# Gerd Fräßdorf
Gerd Fräßdorf (* 3. Juni 1927 in Coswig (Anhalt); † 13. Oktober 1950 in Kleinmachnow) gehört zu den Todesopfern des DDR-Grenzregimes vor dem Bau der Berliner Mauer. Er wurde auf einer gesperrten Straße nahe der Grenze zu West-Berlin von Grenzpolizisten erschossen, weil er nach Aufforderung nicht anhielt.

## Todesumstände
Gerd Fräßdorf wohnte in Coswig und arbeitete in dem Fuhrunternehmen seiner Eltern als kaufmännischer Angestellter.
Am 13. Oktober 1950 machte er sich frühmorgens zusammen mit drei anderen Personen aus Coswig mit dem Auto auf den Weg nach Ost-Berlin, wo er Arbeitstermine hatte. Er setzte den letzten Mitfahrer am S-Bahnhof Dreilinden ab. Auf dem Rückweg befuhr Fräßdorf einen gesperrten Weg, den andere Autofahrer gelegentlich nutzten, um ohne Kontrolle auf die Autobahnauffahrt nach West-Berlin zu gelangen. Fräßdorf hatte sich wahrscheinlich jedoch nur verfahren. Laut Bericht der Volkspolizei wurde er von Grenzpolizisten entdeckt und zum Halten aufgefordert. Als er trotzdem weiterfuhr, gaben sie zwei Warnschüsse ab, die er unbeachtet ließ. In der Folge schossen die Grenzpolizisten gezielt auf ihn, wobei ihn ein Schuss in den Kopf tödlich traf. Es wurde später vermutet, dass Fräßdorf wegen der Motorengeräusche seines Wagens die Halterufe und Warnschüsse nicht gehört habe.
Sein Vater und seine Verlobte wandten sich mehrfach an die Behörden der DDR, um den Vorfall aufzuklären, erhielten aber nie eine befriedigende Antwort. Bald nach dem Fall der Mauer und kurz vor dem Ende der DDR schrieb Fräßdorfs frühere Verlobte – seine Eltern waren mittlerweile verstorben – an die Zentrale Erfassungsstelle in Salzgitter mit der Bitte um Aufklärung. Aufgrund der Anzeige ermittelte die Staatsanwaltschaft Berlin. Jedoch konnte der Täter trotz eingehender Nachforschung nicht mehr ermittelt werden. Das Verfahren musste 1994 ergebnislos eingestellt werden.